# Port de Marsaxlokk
Pour le port de commerce, voir Malta Freeport.
Le port de Marsaxlokk est le plus important port de pêche de Malte. Le port se trouve au fond de la baie de Marsaxlokk située au sud-est de l'île de Malte. L'activité de pêche s'est développée autour d'un port du IXe siècle av. J.-C. qui remonte aux Phéniciens près des sites de Tas-Silg et de Borġ in-Nadur.
L'activité de pêche est tellement importante que les bateaux de pêche, luzzi ou kajjiki, aux couleurs typiquement maltaise avec à la proue, de chaque bord, l’œil phénicien, envahissent l'ensemble de la baie. Le résultat des pêches se vend sur place tous les matins et sur le grand marché du dimanche comme sur les principaux marchés de l'intérieur de l'île et au marché couvert de La Valette.